# Urgleptes pareuprepes
Urgleptes pareuprepes là một loài bọ cánh cứng trong họ Cerambycidae.